# NigeriaSat-1
NigeriaSat-1 — микроспутник, первый нигерийский искусственный спутник Земли. Спутник был изготовлен в сотрудничестве Национального агентства изучения и развития космоса y и университетом Суррея в Великобритании.
Аппарат является частью международной программы мониторинга стихийных бедствий (DMC).
NigeriaSat-1 был запущен 27 сентября 2003 года с космодрома Плесецк с помощью ракеты-носителя Космос-3М вместе с российскими спутниками Можаец-4, Ларец, немецким Rubin-4-DSI, турецким BILSAT-1, корейским Kaistsat-4 и английским UK-DMC спутниками.

## Цели и результаты
Разработанный в рамках DMC, спутник выполнял основную задачу данной программы — съёмка Земли в целях предупреждения, контроля и мониторинга стихийных бедствий и природных катастроф.
Среди значимых результатов была съёмка Нового Орлеана после его затопления в результате действия урагана Катрина в 2004 году По данным с аппарата проводились ремонтные работы дамбы и своевременное оказание помощи наиболее пострадавшим регионам.
Спутник использовался при цунами в Азии, наводнениях в Аргентине, Северной Корее, Пакистане, извержении вулкана Руис, разливе нефти в Лайм-Бей, пожарах в Калифорнии и т.д.
Качество снимков позволяло проводить мониторинг лесных угодий, в частности вырубку лесов в юго-западной части Нигерии, следить за экологической обстановкой в долине реки Нигер, предсказывать опустынивание территорий, эрозию оврагов и отслеживать уровень паводков в районе водохранилища Каинджи.
В экономических целях проводилось картографирование населённых пунктов и основных дорог страны, а также Амазонки, прибрежных районов Вьетнама, государств Европейского союза.
Спутник также использовался для обучения и обмена опытом между учёными и инженерам стран участниц проекта: Алжира, Китая, Нигерии, Таиланда, Турции, Великобритании и Вьетнама.

## Конструкция
Аппарат был сконструирован на стандартной платформе MICROSAT-100 и представлял собой кубик массой около 100 кг, покрытый солнечными батареями. В тени земли электропитание осуществлялось никель-кадмиевыми батареями.
Ориентация осуществлялась GPS-приёмником и датчиком магнитного поля.
На борту была установлен ПЗС-камера, снимающая в трёх спектральных полосах с разрешением 30 метров полосу 600х600 км. Обработку проводил два бортовых компьютера. На Землю данные переводились по каналу S-диапазона со скоростью 8 Мбит/с.

## Значение
Перед запуском спутника многими высказывалось недовольство неуместным слишком дорогостоящим разовым проектом. После трёх лет работы аппарата, множества полученных результатов и решения с его помощью ключевых социально-экономических проблем было не только отмечена успешность спутника, но одобрено производство ещё спутника связи NigComSat-1 и спутника дистанционного зондирования Земли NigeriaSat-2.
Кроме того запуск аппарата поднял престиж Нигерии на международной арене и укрепил сотрудничество между многими странами за счёт продажи передачи.